# بنغاس مهاكامي
بنغاس مهاكامي (الاسم العلمي:Pangasius mahakamensis ) هو نوع من الأسماك يتبع جنس البنغاس من فصيلة سلور القرش.